# اپیگون‌ها
اپیگون‌ها (به یونانی: Ἐπίγονοι) در اساطیر یونانی پسران قهرمانان آرگوس مخالفان هفت‌گانهٔ تب بودند که در جنگ بر علیه تبای  کشته شده بودند . ده سال پس از شکست مخالفان هفت‌گانهٔ تب در جنگ و کشته شدن همهٔ آن‌ها جز آدراستوس، پسران آن‌ها به سرکردگی آدراستوس برای گرفتن انتقام پدران به پا خواستند. آن‌ها تب را گرفتند و ترساندروس را به پادشاهی برگزیدند.